# Китариада
„Китариада рок фест“ ( на сръбски: Zaječarska gitarijada, Gitarijada, буквално  „Фест на китарата“) е музикален фестивал, който се провежда в Зайчар, Сърбия.
Провеждан от 1966 г., „Китариада“ е един от най-продължителните фестивали в Сърбия и в Югоизточна Европа и най-големият фестивал на млади и неутвърдени групи в Югоизточна Европа. Освен конкурса на неутвърдени групи от региона на бивша Югославия, програмата на фестивала включва изпълнения на утвърдени изпълнители.

## История на фестивала
„Китариада“ е основана през 1966 г. от китариста и вокалист на Zlatni Prsti Момчило Раденкович. Първата „Китариада“ се провеждa в Дома на Югославскатa народна армия в Зайчар. През следващите години Коста Костадинович „Чауш“ става главен организатор на фестивала.
Тъй като не е имало официални записи на победители до 1974 г., не всички победители преди тази година са официално документирани.